# لوتار هاوزه
لوتار هاوزه (به آلمانی: Lothar Hause) بازیکن فوتبال و مدافع اهل آلمان شرقی بود که از سال ۱۹۷۸ میلادی عضو تیم ملی فوتبال آلمان شرقی بوده‌است. وی در ۹ بازی ملی حضور داشته و در بازی‌های ملی‌اش ۱ گل به ثمر رساند. لوتار هاوزه آخرین بازی ملی خود را در سال ۱۹۸۲ میلادی انجام داد.